# Soldanella austriaca
Espèce
Synonymes
- Soldanella minima subsp. austriaca (Vierh.) Lüdi (préféré par BioLib)[2]

Soldanella austriaca est une espèce de plantes à fleurs de la famille des Primulacées présente dans les Alpes.